# Lucas Jaramillo
Lucas Jaramillo (Colombia, 12 de noviembre de 1973) es un exfutbolista y empresario del fútbol colombiano. Jugó en la posición de centrocampista, resaltando su debut profesional en Primera División en 2001 con Independiente Santa Fe a la edad de 27 años.
Actualmente es uno de los accionistas mayoritarios del club Fortaleza CEIF junto a Carlos Vives y Rigoberto Urán.

## Clubes
| Club                   | País     | Año       |
| ---------------------- | -------- | --------- |
| El Cóndor              | Colombia | 2000      |
| Independiente Santa Fe | Colombia | 2001-2003 |
| Bogotá Chicó           | Colombia | 2004      |